# Đột kích chiến hào
Đột kích chiến hào (tiếng Anh: Trench raiding) là lối đánh của chiến tranh chiến hào, được phát triển trong Chiến tranh thế giới thứ nhất. Cách thực hiện là tiến hành các cuộc tấn công bất ngờ ban đêm vào các vị trí của kẻ thù.

## Tổng quan
Thông thường, các cuộc đột kích được thực hiện bởi các nhóm nhỏ binh lính, họ sẽ ngụy trang cho đen gương mặt họ trước khi băng qua dây thép gai và các chướng ngại vật để xâm nhập hệ thống chiến hào của kẻ thù. Khoảng cách giữa chiến hào quân nhà và kẻ thù khác nhau, nhưng nhìn chung là vài trăm mét. Bất kỳ nỗ lực nào để đột kích vào một chiến hào trong thời gian ban ngày sẽ nguy hiểm bởi vì sẽ nhanh chóng bị phát hiện: các tay súng máy và lính bắn tỉa của địch có tầm quan sát tốt dễ dàng bắn hạ bất cứ ai đưa đầu lên trên.

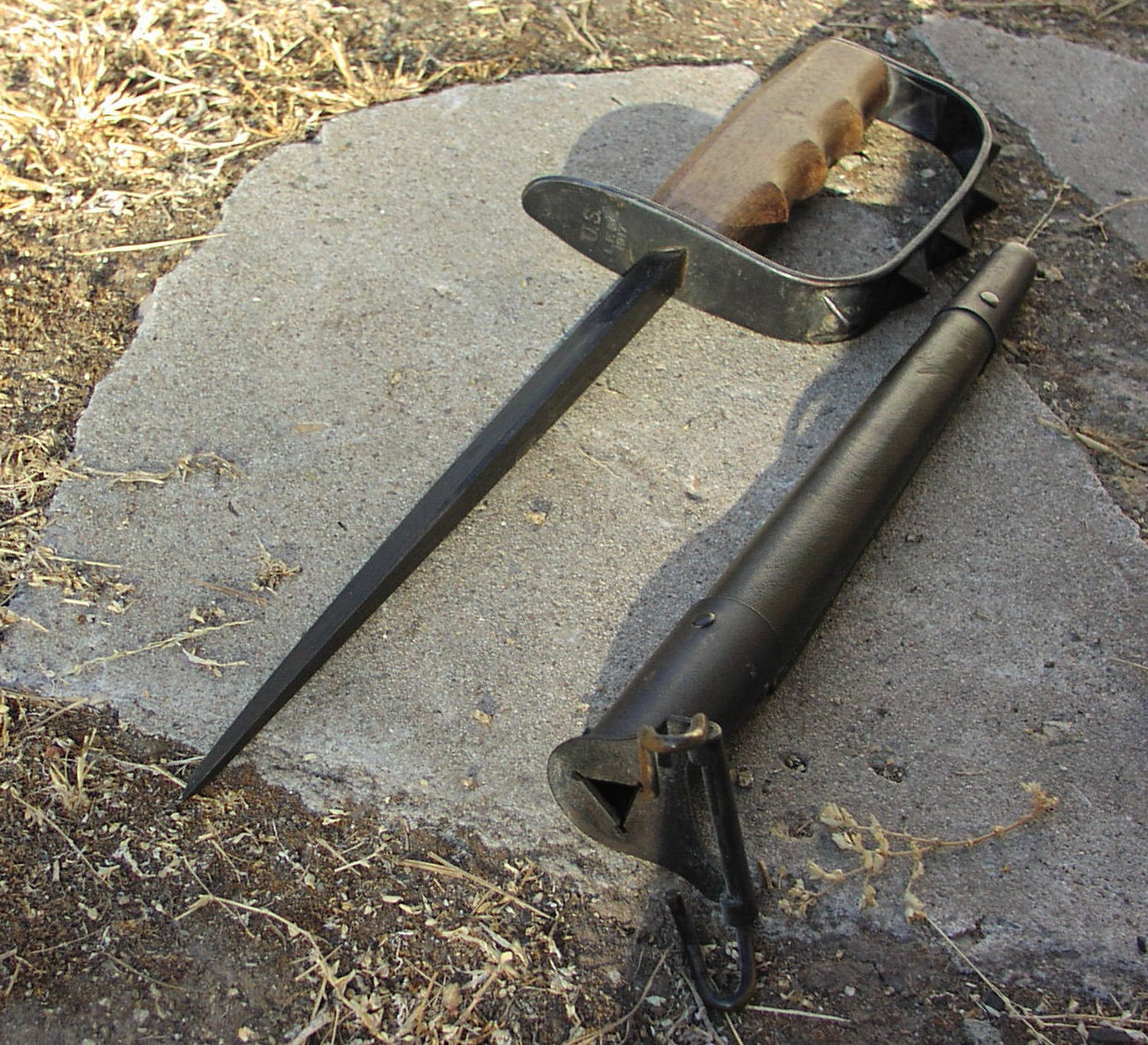
Dao "đột kích" M1917 "Knuckle Duster" của Mỹ và vỏ da thời Thế chiến I.

Tác chiến tiêu chuẩn là bò chầm chậm đến điểm bảo vệ của địch tại một khu vực nhỏ của chiến hào (cố nhìn để phát hiện ánh sáng của thuốc lá trong bóng tối hoặc lắng nghe các cuộc trò chuyện) sau đó giết quân địch một cách lặng lẽ nhất có thể. Khi đã bảo đảm được chiến hào, những người đột kích sẽ hoàn thành mục tiêu nhiệm vụ của họ càng nhanh càng tốt, lý tưởng là trong vòng vài phút. Các lính đột kích nhận thức được rằng họ ở trong chiến hào càng lâu thì khả năng quân tiếp viện của địch đến càng lớn. Lựu đạn sẽ được ném vào các hố cá nhân, nơi quân địch đang ngủ trước khi nhóm đột kích rời khỏi khu vực của kẻ thù để trở về vị trí của họ.
Quân đội Ireland bao gồm phần lớn các tay lính đột kích chiến hào. Điều này là do quân đội Ireland muốn chứng minh giá trị của họ với bộ chỉ huy tối cao của Anh. Điều này dẫn đến việc những người đột kích Ailen nhận được nhiều Thánh giá Victoria nhất trong cuộc chiến.
Luôn có nguy cơ khi nhóm đột kích quay trở lại có thể bị bắn trong cái gọi là sự cố bắn nhầm đồng đội. Do đó, có quy trình chuẩn để thông báo cho các lính canh gác dọc đường bất cứ khi nào các nhóm đột kích triển khai và sử dụng một số dạng hệ thống mật khẩu giao tiếp để nhóm đột kích quay trở lại có thể tự nhận dạng khi va chạm trong bóng tối.

## Mục đích
Đột kích chiến hào có nhiều mục đích. Thông thường là:
- Bắt, làm bị thương hoặc tiêu diệt quân địch.
- Phá hủy, vô hiệu hóa hoặc bắt giữ các thiết bị có giá trị cao, ví dụ như súng máy.
- Thu thập thông tin tình báo bằng cách thu giữ các tài liệu quan trọng (ví dụ: bản đồ) hoặc sĩ quan địch để thẩm vấn.
- Trinh sát để giúp cho việc tổ chức tấn công hàng loạt trong tương lai vào ban ngày
- Giữ cho kẻ thù cảm thấy bị đe dọa trong thời gian ban đêm, do đó làm giảm hiệu quả chiến đấu và tinh thần của họ
- Duy trì sự hiếu chiến và tinh thần chiến đấu trong quân đội bằng cách gửi họ vào những nhiệm vụ như vậy

## Vũ khí
Mặc dù thực tế rằng Chiến tranh thế giới thứ nhất là cuộc xung đột đầu tiên chiến đấu bằng các phương tiện cơ giới, nhưng đột kích chiến hào rất giống với chiến tranh thời trung cổ vì nó chiến đấu trực diện với vũ khí thô sơ. Những lính đột kích được trang bị nhẹ để di chuyển lén lút. Thông thường, các nhóm đột kích được trang bị các các loại vũ khí đột kích tự chế để giết địch như lưỡi lê, dao rựa, búa, rìu, chày gai, tay đấm sắt và đốt ngón tay bằng đồng. Việc lựa chọn vũ khí là có chủ ý: ý định của nhóm lính đột kích là giết hoặc bắt người lặng lẽ, mà không bị phát hiện. Rõ ràng, điều này sẽ là không thể nếu họ thường xuyên sử dụng súng trong các cuộc đột kích. Nhóm đột kích cũng được trang bị vũ khí hiện đại hơn như súng lục, súng ngắn, súng tiểu liên và lựu đạn, mặc dù chúng chỉ được sử dụng trong trường hợp khẩn cấp, tức là nếu kẻ thù phát hiện ra hoạt động của họ và phát chuông báo động.